# Germaine Mason
Germaine Mason (Kingston, 1983. január 20. – 2017. április 20.) olimpiai ezüstérmes jamaicai-brit atléta, magasugró.

## Pályafutása
A 2000-es santiagói junior világbajnokságon ezüst-, a 2002-es kingstoni junior vb-n bronzérmes lett. A 2003-as Santo Domingo-i pánamerikai játékokon aranyérmet szerzett. A 2004-es budapesti fedett pályás világbajnokságon bronzérmes lett. A 2008-as pekingi olimpián brit színekben indulva ezüstérmet szerzett.
2017. április 20-án motorbaleset következtében hunyt el.

## Sikerei, díjai
- Olimpiai játékok
  - ezüstérmes: 2008, Peking
- Junior világbajnokság
  - ezüstérmes: 2000, Santiago
  - bronzérmes: 2002, Kingston
- Fedett pályás világbajnokság
  - bronzérmes: 2004, Budapest
- Pánamerikai játékok
  - aranyérmes: 2003, Santo Domingo